# Ramon Burés i Carrera
Ramon Burés i Carrera   (Castellterçol, 18 de gener de 1952) és un ex-pilot de motocròs i enduro català que destacà en competicions estatals durant la dècada de 1970 i començaments de la de 1980.
De professió mecànic, Burés començà a competir amb èxit en categoria júnior. Un cop passat a la categoria superior, alternà les competicions de motocròs i enduro amb resultats diversos i anà canviant de marca fins a arribar a Montesa, amb la qual competí uns quants anys de forma semi-privada. La seva primera victòria important fou als Dos Dies TT de Prats de Lluçanès de 1976, any en què acabà subcampió d'Espanya de tot terreny en la categoria de 75 cc, darrere de Bartomeu Quesada. El 1982 repetí aquest resultat, aquest cop amb Rieju i darrere de Pep Vila. Especialista en proves de resistència TT, aconseguí sengles victòries a les 150 Milles de Mollet (1976-1977), als 1.000 km T.T. Isern (1977-1978) i a les 24 Hores de Moià (1978-1979).

## Palmarès al Campionat d'Espanya d'enduro
| Any  | Motocicleta    | 75/80 cc | Superiors |
| ---- | -------------- | -------- | --------- |
| 1976 | Montesa        | 2n       | -         |
| 1977 | Montesa        | -        | 8è        |
| 1978 | Montesa        | -        | 4t        |
| 1979 | Montesa        | -        | 9è        |
| 1980 | ?              | 4t       | -         |
| 1981 | Rieju          | 5è       | -         |
| 1982 | Rieju          | 2n       | -         |
| 1983 | Fantic/Montesa | 5è       | 8è        |